# ریزازدیادی

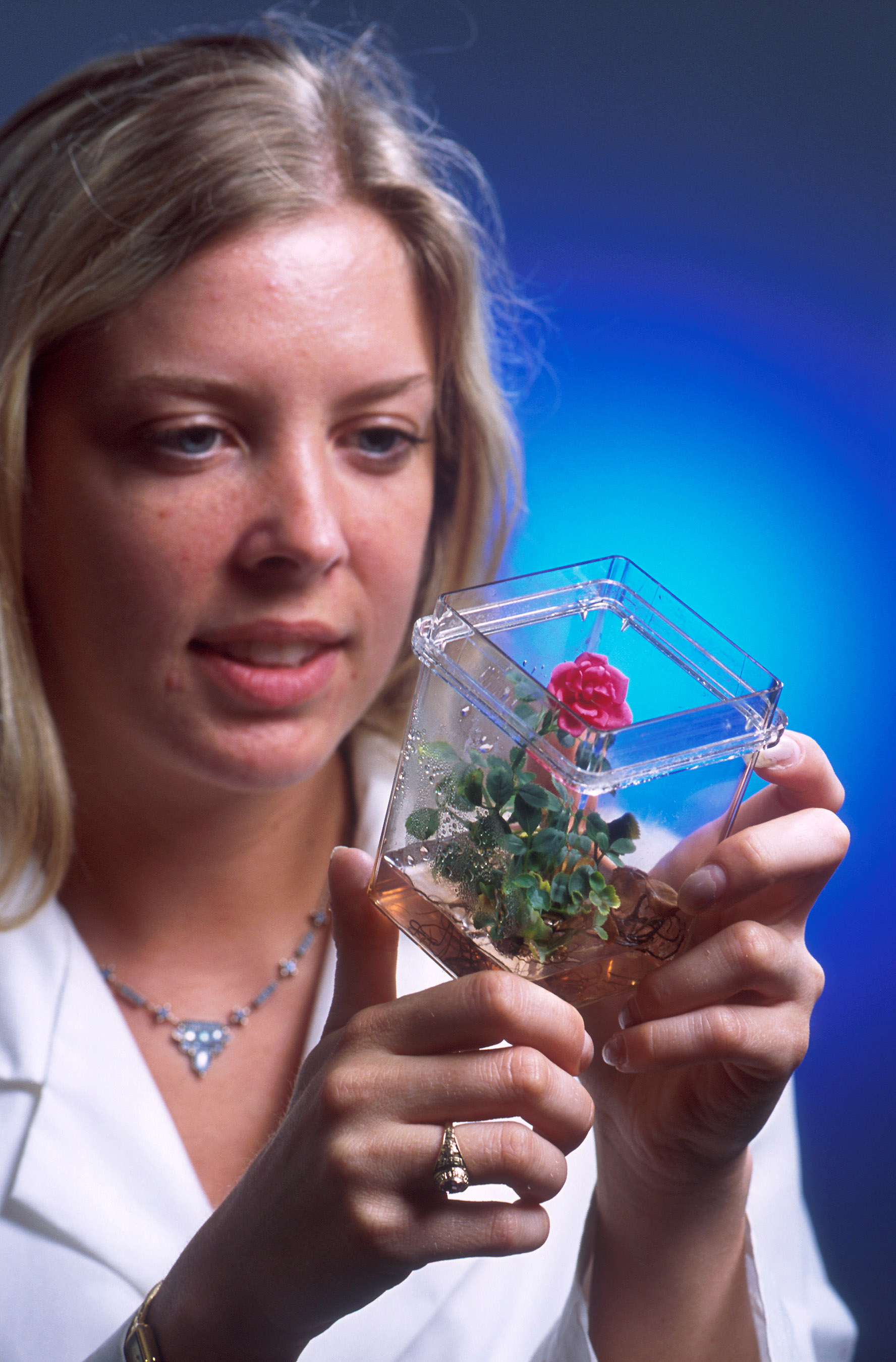
یک گیاه رز که با روش کشت‌بافت گیاهی رشد کرده‌است.

ریزازدیادی یکی از روش‌های تکثیر غیرجنسی گیاهان با استفاده از روش کشت‌بافت گیاهی است که در آن، طی مدت زمان کوتاهی شمار بسیاری گیاه تولید می‌شود.
از ریزازدیادی می‌توان برای تکثیر گیاهان اصلاح شده در مهندسی ژنتیک یا گیاهان تولید شده با روش‌های اصلاح سنتی استفاده کرد. همچنین از این روش برای تکثیر گیاهانی که بذر کافی تولید نمی‌کنند یا تکثیر غیرجنسی آن‌ها دشوار است (مانند درختان چوبی) نیز می‌توان استفاده کرد.

## مراحل ریزازدیادی
ریزازدیادی با انتخاب گیاه موردنظر آغاز شده، سپس بافت‌های گیاهی در شرایط استریل از گیاه جدا شده و بخش‌های بیمار گیاه اعم از برگ‌های آلوده به بیماری‌های ویروسی و قارچی حذف می‌شوند. این کار برای دستیابی به گیاهانی سالم ضروری است. بخش‌های مختلف گیاه از جمله نوک ساقه، بساک، گلبرگ‌ها، گرده و دیگر بافت‌های گیاهی را می‌توانیم برای کشت استفاده کنیم.
در نهایت بخش‌های انتخاب شده چندین بار با سفیدکننده و الکل شسته شده و به خوبی استریل می‌شوند. بافت‌های استریل شده با الکل و سفیدکننده با استفاده از آب مقطر استریل به خوبی شسته می‌شوند.(روش استریل یازی بافت‌های مختلف گیاهی و نیز گیاهان مختلف،  متفاوت است.)‌ سپس بخش کوچکی از بافت گیاهی (گاهی تنها یک سلول منفرد از آن) در داخل محیط کشت قرار داده می‌شود. این محیط عموماً دارای ساکارز (به عنوان منبع انرژی) و یک یا چند تنظیم‌کننده رشد گیاهی (هورمون‌های گیاهی) و همچنین مواد معدنی مورد نیاز برای رشد گیاه و ویتامین هاست. محیط کشتی که برای رشد این بافت‌ها استفاده می‌کنیم دارای آگار است تا یک بستر ژله مانند برای استقرار قطعات گیاهی فراهم آورد. برخی از گیاهان به سهولت بر روی محیط‌های کشت ساده رشد می‌کنند اما برخی دیگر برای رشد مناسب، نیازمند محیط‌های کشت پیچیده‌تر هستند. رشد و تمایز بافت‌های گیاهی به یک بافت جدید، به ترکیبات موجود در محیط کشت بستگی دارد. نسبت هورمون های گیاهی، چگونگی رشد گیاه در محیط کشت را تعیین می‌کنند. به عنوان مثال محیط کشتی که حاوی سیتوکینین باشد به منظور شاخه‌زایی استفاده می‌شود. و اکسین ها در محیط کشت باعث ریشه زایی می‌شوند.

## تکثیر
در مرحله تکثیر، هدف افزایش تعداد گیاهان مستقر شده در مرحله اول است. با تکرار این مرحله می‌توان از یک گیاهچه، به‌ شمار صدها یا هزاران گیاه مستقل تولید کرد. با توجه به گونه بافت گیاهی مورد استفاده، برای تکثیر می‌توانیم از روش‌ها و محیط‌های کشت مختلفی استفاده کنیم.
انتقال از محیط کشت
در مرحله پایانی ریزازدیادی، گیاهان تولید شده با استفاده از این روش، در شرایط گلخانه ای کنترل شده، به خاک یا کمپوست منتقل شده و به اصطلاح سازگار می‌شوند.

## مزایا
ریزازدیادی نسبت به روش‌های سنتی ازدیاد گیاهان دارای مزایایی است که به‌شماری از آن‌ها اشاره می‌کنیم:
- مزیت اصلی این روش، دستیابی به‌شمار بسیاری گیاه است که از لحاظ ژنتیکی با یکدیگر کاملاً همسان هستند.
- از ریزازدیادی می‌توان برای تولید گیاهان فاقد بیماری استفاده کرد.
- نرخ تکثیر در این روش بسیار بالا است. به عبارتی در یک زمان کوتاه می‌توان تعداد زیادی گیاه کامل تولید نمود که پس از سازگار شدن، امکان انتقال به گلخانه یا مزرعه را دارند.
- این روش، تنها روش قابل اعتماد برای احیای سلول‌ها بعد از الحاق پروتوپلاست یا سلول‌های اصلاح شده ژنتیکی است.
- از این روش برای تکثیر گیاهانی که بذر کافی تولید نمی‌کنند یا گیاهانی که بذرهایی تولیدی شان توانایی ذخیره شدن ندارند (بذرهای ریکالسیترنت) استفاده می‌کنند.
- نسبت تکثیر در این روش نسبت به دیگر روش‌های تکثیر غیرجنسی و جنسی بالاتر است.
- گیاهانی نظیر ارکیده که دارای بذرهایی ریز است بهتر است بذرها در محیط‌های استریل رشد کنند.
- در این روش، شمار بیشتری گیاه در هر مترمربع تولید می‌شود.

## معایب
ریزازدیادی همیشه بهترین راه تکثیر گیاهان محسوب نمی‌شود. شرایطی که استفاده از ریزازدیادی را محدود می‌کنند عبارتند از:
- هزینه بر بودن این روش؛
برای ریزازدیادی در شرایط آزمایشگاهی، نیازمند محیط کشت استریل، هود کشت بافت و سایر مواد و تجهیزات آزمایشگاه هستیم و بنابراین هزینه بیشتری نسبت به تکثیر سنتی گیاه، نیاز خواهد بود.
- اگر گیاه اولیه که از طریق ریزازدیادی بدست آمده‌است، فاقد مقاومت به بیماری باشد، همه گیاهان حاصل نیز دارای این ویژگی هستند.
- یک نمونه گیاهی آلوده می‌تواند محصولات آلوده تولید کند. این غیرمعمول است زیرا گیاهان برای جلوگیری از کشت گیاهان آلوده به ویروس یا قارچ به خوبی مورد بررسی قرار می‌گیرند و به دقت غربال می‌شوند.
- برای تکثیر همه گیاهان نمی‌توان از این روش استفاده کرد. چرا که محیط مناسب برای کشت بسیاری از گیاهان شناخته نشده‌است یا گیاهان از خود متابولیت‌های ثانویه‌ای تولید می‌کنند که منجر به از میان رفتن نمونه گیاهی می‌شود.
- گاهی اوقات گیاهان تکثیر شده با استفاده از این روش کاملاً شبیه گیاه مادری نیستند که این کار به گونه بافت مادری استفاده شده و همچنین سن بافت استفاده شده بستگی دارد.
- از میان بردن آلودگی‌های قارچی موجود بر روی برخی از گیاهان بسیار دشوار است.